# 6 Brygada Ochrony Pogranicza (WOP)
6 Brygada Ochrony Pogranicza (6 Brygada OP) – zlikwidowana brygada Wojsk Ochrony Pogranicza pełniąca służbę na granicy polsko-czechosłowackiej i polsko-niemieckiej.

## Formowanie i zmiany organizacyjne
6 Brygada Ochrony Pogranicza JW 1762 (Zarządzenie SzSG Nr 053/Org. 30 marca 1946) została sformowana 24 kwietnia 1948 na bazie Łużyckiego Oddziału WOP nr 1, na podstawie rozkazu MON nr 055/org. z 20 marca 1948. Brygada posiadała pięć batalionów, a stan etatowy wynosił 1954 żołnierzy i 12 pracowników cywilnych. Podporządkowana została Głównemu Inspektoratowi Ochrony Pogranicza. Zaopatrzenie nadal realizowane było przez kwatermistrzostwo okręgu wojskowego. Rozkazem Ministra Obrony Narodowej nr 205/Org. z 4 grudnia 1948, 1 stycznia 1949, Wojska Ochrony Pogranicza podporządkowano Ministerstwu Bezpieczeństwa Publicznego. Zaopatrzenie brygady przejęła Komenda Wojewódzka MO. Sztab brygady stacjonował w Lubaniu. 
Aby nadać ochronie granic większą rangę, podkreślano wojskowy charakter formacji. Od 1 stycznia 1950 powrócono w nazwach jednostek do wcześniejszego określania: „Wojska Ochrony Pogranicza”. Z dniem 1 stycznia 1951 weszła w życie nowa numeracja batalionów i brygad Wojsk Ochrony Pogranicza. Na bazie 6 Brygady Ochrony Pogranicza powstała 8 Brygada WOP.

## Struktura organizacyjna
W 1948:
- dowództwo i sztab
  - płk Eugeniusz Buchwałow – d-ca brygady[1] 
  - mjr Sroczyński – z-ca d-cy brygady ds. politycznych[1] 
  - mjr Sznajdleder – szef sztabu[1] 
  - kpt. Zaprygałow – szef służby samochodowej[1] 
  - kpt. Orzechowski – szef łączności[1]
- pododdziały dowodzenia i obsługi
  - Trojanowski – kapelmistrz[1]
- samodzielny batalion ochrony pogranicza nr 12 – Szklarska Poręba
- samodzielny batalion ochrony pogranicza nr 14 – Leśna
- samodzielny batalion ochrony pogranicza nr 16 – Bogatynia
- samodzielny batalion ochrony pogranicza nr 18 – Zgorzelec
- samodzielny batalion ochrony pogranicza nr 30 – Tuplice.

Etat brygady przewidywał: 5 batalionów, 1954 wojskowych i 12 pracowników cywilnych.
Na terenie odpowiedzialności brygady funkcjonowało siedem GPK:
- Graniczna Placówka Kontrolna nr 63 „Zawistów” (kolejowo-drogowa)
- Graniczna Placówka Kontrolna nr 61 „Turów” (kolejowa)
- Graniczna Placówka Kontrolna nr 59 „Jakuszec” (drogowa)
- Graniczna Placówka Kontrolna nr 1 „Zgorzelec” (drogowa)
- Graniczna Placówka Kontrolna nr 2 „Kaławsk” (kolejowa)
- Graniczna Placówka Kontrolna nr 3 „Kleinbademeissel” (drogowa)
- Graniczna Placówka Kontrolna nr 4 „Tuplice” (kolejowa).

## Sztandar oddziału
Wręczenia sztandaru dokonano 25 maja 1947 w Lubaniu. Sztandar z rąk I zastępcy ministra obrony narodowej gen. dyw. Mariana Spychalskiego przejął ówczesny dowódca 1 Łużyckiego Oddziału Ochrony Pogranicza ppłk Eugeniusz Buchwałow. W drzewce sztandaru wbito 65 gwoździ pamiątkowych
W okresie przeformowania oddziału na 6 Brygadę Ochrony Pogranicza na płacie i grocie sztandaru dokonano poprawek polegających na zamianie napisów "1 Oddz. Ochrony Pogranicza" na "6 Brygada Ochrony Pogranicza". Później, mimo kolejnych zmian nazwy i numeru brygady, na sztandarze już nie dokonywano już żadnych poprawek.
Sztandar do Muzeum Wojska Polskiego w Warszawie przekazał mjr Henryk Kowalski 30 października 1963.

## Dowódca brygady
- ppłk Eugeniusz Buchwałow (24.04.1948–31.12.1950)[13].

## Przekształcenia
1 Oddział Ochrony Pogranicza → 1 Łużycki Oddział WOP → 6 Brygada Ochrony Pogranicza → 8 Brygada WOP → 8 Łużycka Brygada WOP → Łużycka Brygada WOP → Łużycki Oddział SG.